# Phradis rufiventris
Phradis rufiventris là một loài tò vò trong họ Ichneumonidae.